# Mario Cortesi
Mario Cortesi (* 22. November 1940 in Biel; heimatberechtigt in Diessenhofen) ist ein Schweizer Journalist, Verleger, Sachbuchautor und Filmrealisator.
Mario Cortesi ist Geschäftsführer des Büro Cortesi in Biel, das am 20. September 1965 als erstes unabhängiges Medienbüro der Schweiz gegründet wurde und heute 35 Mitarbeitende umfasst. Das Büro Cortesi verlegt die wöchentlich erscheinende Gratiszeitung Biel Bienne (Auflage 109'000 Exemplare). Zudem ist er Mitbegründer und Mitbesitzer des zweisprachigen Regionalsenders TeleBielingue und Teilhaber am zweisprachigen Radio Canal 3 in Biel.
Während acht Jahren (bis 2008) schrieb Mario Cortesi allwöchentlich als Gastautor eine Filmkritik in der grössten Schweizer Zeitung Blick. Von 2004 bis 2010 produzierte er eine monatliche Tiersendung («Hund, Katz etc») für alle Lokalfernsehen der Westschweiz. Allwöchentlich stellt er auf TeleBielingue als Moderator die neuesten Kinofilme vor.
Sein Film «Yesterday When I Was Young» wurde mit dem Prix Jeunesse International ausgezeichnet. Am bekanntesten wurde seine Fernseh-Serie «Peppino» über einen Sohn italienischer Gastarbeiter. Der Dokumentarfilm «Der Duft der grossen weiten Welt», der die Gefahren des Tabakkonsums thematisiert, erhielt verschiedene internationale Filmpreise, darunter den Preis der Weltgesundheitsorganisation (WHO) und des IKRK. Cortesis Auftrags- und Imagefilme erhielten insgesamt mehr als 70 internationale Preise.
Mario Cortesi ist in der Nominationsjury des Prix Walo und war bis 2015 in der Jury des Swiss Press Award, zuletzt als Präsident der TV-Jury.

## Dokumentarfilme, Reportagen
- 1963 Das Gerücht (Amateurfilm, Preis originellster Film der Schweiz)
- 1964 Geh mit der Zeit! (Preis des Bundesrates für den besten Amateurfilm)
- 1964 Bergbauernfamilie (Film für die Schweizerische Landesausstellung Lausanne)
- 1968 Jo Siffert (Dokumentarfilm)
- 1969 All you need is Love (ein Film, der die 68er-Bewegung kritisch und politisch beobachtet)
- 1969 Die Rennfahrer (Film über die Formel 1)
- 1970 Diese tollkühnen Akrobaten (Film über Motorradsport)
- 1970 Ferdy National (Film über das Radidol Ferdy Kübler)
- 1970 Giacomo Agostini (Porträt des grössten Motorradrennfahrers aller Zeiten)
- 1971 Duell in der Eisbahn (über den Bobsport)
- 1971 Clay Regazzoni (Erster Kinovorfilm)
- 1972 Jo Siffert (Zweiter Dokumentarfilm über Siffert)
- 1972 20 Tag in China (Buch und Film)
- 1972 Leichen pflastern seinen Ruhm (Dokumentarfilm über Italowestern)
- 1973 Er stirbt 1000 Tode (Dokumentation über den französischen Stuntman Rémy Julienne)
- 1973 Ist das Milizparlament noch zu retten?
- 1974 Claudia oder Wo ist Timbuktu? (Als Produzent. Film über Mädchen mit Down-Syndrom. Nach einer Geschichte von Max Bolliger)
- 1976 Yesterday When I Was Young (Dokumentarfilm über die Freuden und Gefahren des Motorradfahrens)
- 1976 Ein Sommer mit 13 (Fernsehfilm über einen jugendlichen Bluter. Nach einer Geschichte von Max Bolliger)
- 1977 Wie wild war der wilde Westen? (Dokumentarfilm über TV Serien-Western-Produktionen in Old Tucson Studios)
- 1977 Begegnung in der Schweiz (die Geiger Yehudi Menuhin und Helmut Zacharias kommen zusammen und spielen das einzige Mal zusammen)
- 1979 Jura – Entstehung eines Kantons
- 1980 Achterbahn (1980, Jugendspielfilm nach einem Buch von Eveline Hasler)
- 1980 Der Duft der grossen weiten Welt (Dokumentarfilm über das Rauchen)
- 1981 Ein amerikanischer Traum (Porträt der Eiskunstläuferin Denise Biellmann)
- 1983 Peppino (TV Kinder- und Familienserie. Über Immigration und Integration eines sizilianischen Jungen in der Schweiz)
- 1985 Reportage über Kommando Leopard (Bei den Dreharbeiten des Spielfilmes auf den Philippinen. Verschiedene Interviews)
- 1988 Flucht mit Luzifer (Kinder- und Familienserie. Kinder retten das prächtige schwarze Rennpferd Luzifer)
- 1989 The World is Yours (Reportage über den weltweiten Drogenhandel; 1989 als Schweizer Beitrag für den Oscar delegiert)

## Auftrags-/ und Werbefilme
- 1985 La Rose des Temps (Film über die komplexeste Tischuhr der Welt)
- 1986 Immer nur lächeln (die Flight Attendant der Swissair)
- 1987 Significant Moments (über die Uhrenmarke Omega)
- 1990 The Seven Wonders of the World (über die Uhrenmarke Blancpain)
- 1992 Somewhere On Planet Earth (über die Uhrenmarke Rado)
- 1994 Spirit of Biel
- 1996 7. März 2010 (Serie für die Tourismusförderung im Kanton Bern)
- 1996 Die vier Jahreszeiten (für die Firma Ferag)
- 2002 Mein Lilienberg (über das Unternehmerforum Lilienberg)
- 2002 Der Kanton Bern (für die Expo.02)
- 2006 Schweiz-Suisse-Svizzera (für die Firma Ferag)
- 2008 Zement und Beton (Film für Vigier)
- 2012 Lebendiges Unternehmertum (über den Ferag-Gründer Walter Reist)
- 2013 Die BEKB (Kurzfilm für die GV der Aktionäre)

## Bücher
- Circus (mit Fotos von Roland Bart). Schweizer Verlagshaus, Zürich 1970
- Notizen aus China. Ein Schweizer Lesebuch über die Volksrepublik China seit der Kulturrevolution (mit Frank A. Meyer). Gloor, Zürich 1972
- Wie wild war der wilde Westen? Schweizer Jugend, Solothurn 1977, ISBN 3-7260-0150-6
- Achterbahn oder So wurde ein Jugendfilm gedreht. Maier, Ravensburg 1980, ISBN 3-473-38620-0
- Hollywood, Hollywood. Die Geschichte des amerikanischen Films und seiner Stars. Avanti, Neuenburg 1983
- James Bond, Belmondo & Co. Das Buch des europäischen Films. Avanti, Neuenburg 1983
- Mensch und Medien. Die Geschichte der Massenkommunikation (mit Werner Hadorn). 2 Bände. AT, Aarau 1985/86, ISBN 3-85502-206-2 und ISBN 3-85502-207-0
- Abenteuerliche Flucht mit Luzifer. Ein Blick hinter die Kulissen der Fernsehserie (mit Marco Cortesi). Aare, Solothurn 1989, ISBN 3-7260-0326-6
- Biel-Bienne, eine Stadt am See. Gassmann, Biel 1989, ISBN 3-906140-07-5
  - neu als: Biel-Bienne, die zweisprachige Stadt am See, ebd. 2005, ISBN 3-906140-68-7
- Charles Jourdan (mit Elvira Hiltebrand). Paris 1991
- Ueli. 40 Jahre Gotthelf-Filme Ueli der Knecht und Ueli der Pächter, 70 Jahre Hannes Schmidhauser, 100 Jahre Faszination Kino (mit Walter Senn). Benteli, Bern 1995, ISBN 3-7165-1014-9
- Ein Engel für Virginia. Roman (mit Elvira Hiltebrand). Scalo, Zürich 1997; Wunderlich Taschenbuch, Reinbek 1999, ISBN 3-499-26208-8
- Bieler Lexikon, 1999, als Herausgeber
- Biel/Bienne. Zweisprachig. Am See. 2012, ISBN 978-3-906140-99-5, Verlag Büro Cortesi

## Auszeichnungen
- Prix Jeunesse International für den besten Jugendfilm 1976 für den Film Yesterday when I Was Young
- Prix Danube/Prix WHO/Prix IKRK/mehrmals Prädikat «Bester Auftragsfilm» des Eidgenössischen Departementes des Innern
- Erste Preise an den Auftragsfilmfestivals von New York, Columbus und Houston